# Лау (провинция)
Лау (фидж. Lau) — провинция Фиджи, часть Восточного округа. Административный центр - деревня Тумбоу.

## География
В составе провинции около 60 островов архипелага Лау: группа Северных островов, группа Южных островов, острова Моала и несколько находящихся отдельно небольших островков.
Южные острова Лау преимущественно кораллового происхождения. Крупнейшие из них - Лакемба (59,5 км²), Камбара (31 км²), Каимбу (20 км²) и Фуланга (18,5 км²).
Северные острова Лау вулканического происхождения. Крупнейшие из них - Вануа-Мбалаву (53 км²), Титиа (34 км²), Манго (20 км², крупнейший частный остров на юго-западе Тихого океана).
Острова Моала - группа из трёх островов вулканического происхождения в составе архипелага Лау: Моала (62,5 км²), Матуку (34 км²) и Тотоя (53 км²).
В провинции расположены несколько аэропортов: Моала, Лакемба, Вануа-Мбалаву и Титиа на одноимённых островах.

## Население
Лау — одна из самых малонаселённых провинций Фиджи. Согласно переписи 2007 года, в провинции проживало 10 683 человека (из них 5 763 мужчины и 4 920 женщин).
По этническому составу подавляющее большинство населения - фиджийцы (10 540 человек). 84,3% населения - христиане-методисты.